# Ctenochasmatoidea
Ctenochasmatoidea je nadčeledí druhohorních pterodaktyloidních ptakoještěrů (tzv. létajících plazů). Patřily sem spíše menší druhy ptakoještěrů, žijících od období střední jury až do nejpozdnější křídy.

## Systematika skupiny
Dle Davida Unwina, 2006.
- Nadčeleď Ctenochasmatoidea
  - Cycnorhamphus
  - Feilongus
  - Moganopterus
  - Pterodactylus
  - Čeleď Ctenochasmatidae
    - Elanodactylus
    - Gegepterus
    - Podčeleď Ctenochasmatinae
      - Aurorazhdarcho
      - Beipiaopterus
      - Ctenochasma
      - Eosipterus
      - Pterodaustro

    - Podčeleď Gnathosaurinae
      - Cearadactylus
      - Gnathosaurus
      - Huanhepterus
      - Plataleorhynchus
      - "Pterodactylus" longicollum